# Högsåra fjärden
Högsåra fjärden är en fjärd i Finland. Den ligger i landskapet Egentliga Finland, i den sydvästra delen av landet, 140 km väster om huvudstaden Helsingfors.
Högsåra fjärden avgränsas av Högsåra i väster, Södra Granholm i norr, Kaxskäla i öster och Ånholm i söder. En vägfärja över Högsåra fjärden förbinder Högsåra med Kaxskäla.